# Manfred Gnädinger
Manfred Gnädinger (Radolfzell, 27 de janeiro de 1936 — Camariñas, 28 de dezembro de 2002) mais conhecido como Man ou O Alemán foi um eremita e escultor alemão que morou em Camelle, vila pertencente ao município de Camariñas, na Galiza. Passou grande parte de sua vida de forma simples e natural, construindo esculturas e cuidando de uma pequena horta na praia onde morava.

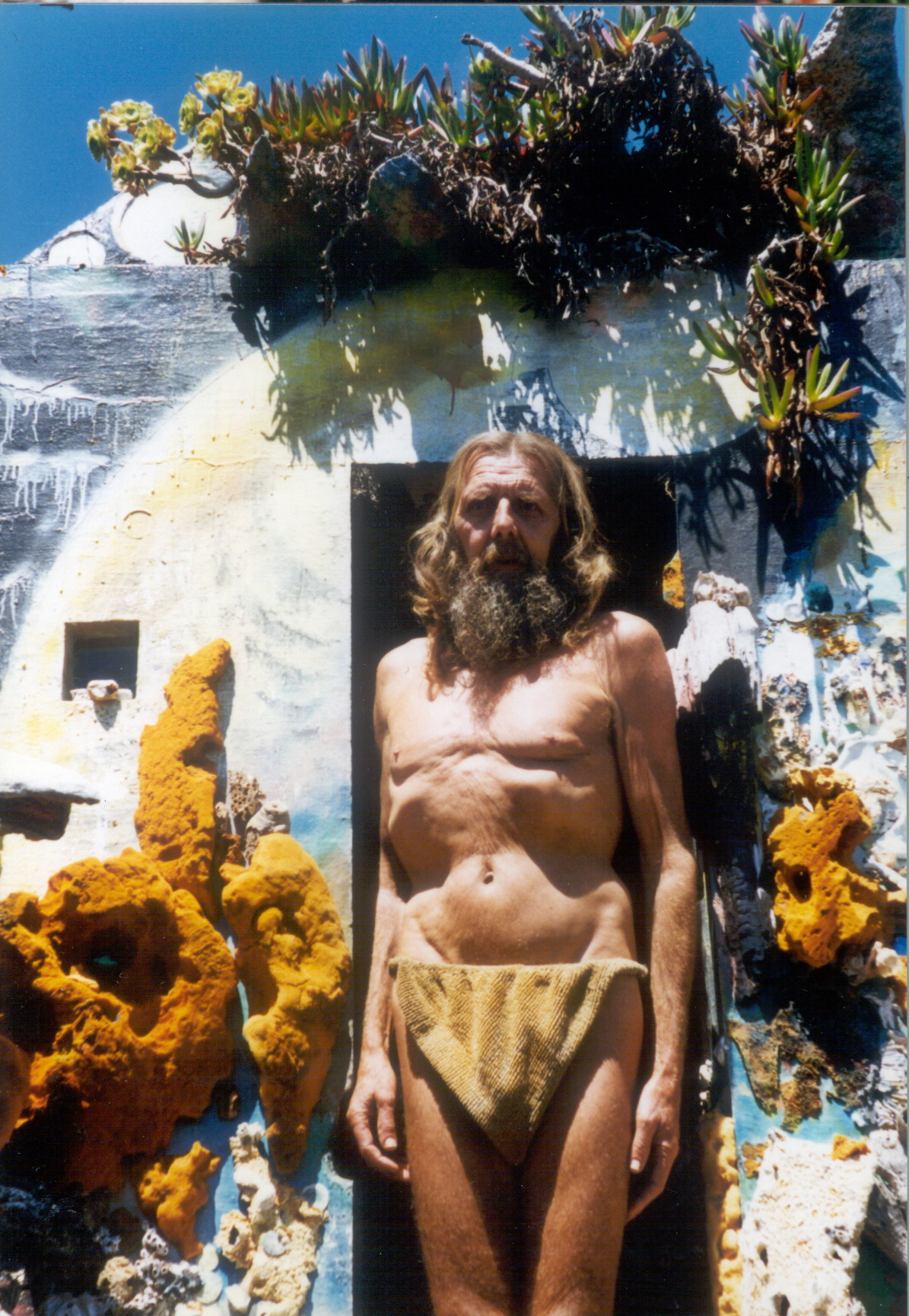
Man em julho de 1998.

Morreu em dezembro de 2002, um mês depois que a maré negra do navio petroleiro Prestige destruiu suas esculturas e o ecossistema da praia de Camelle. Desde então passou a habitar no imaginário popular que sua morte, em decorrência de problemas circulatórios e respiratórios, havia sido provocada pela tristeza e melancolia com a tragédia, o que o transformou no símbolo da destruição causada pelo derramamento de petróleo naquela região.

## Eremita e escultor

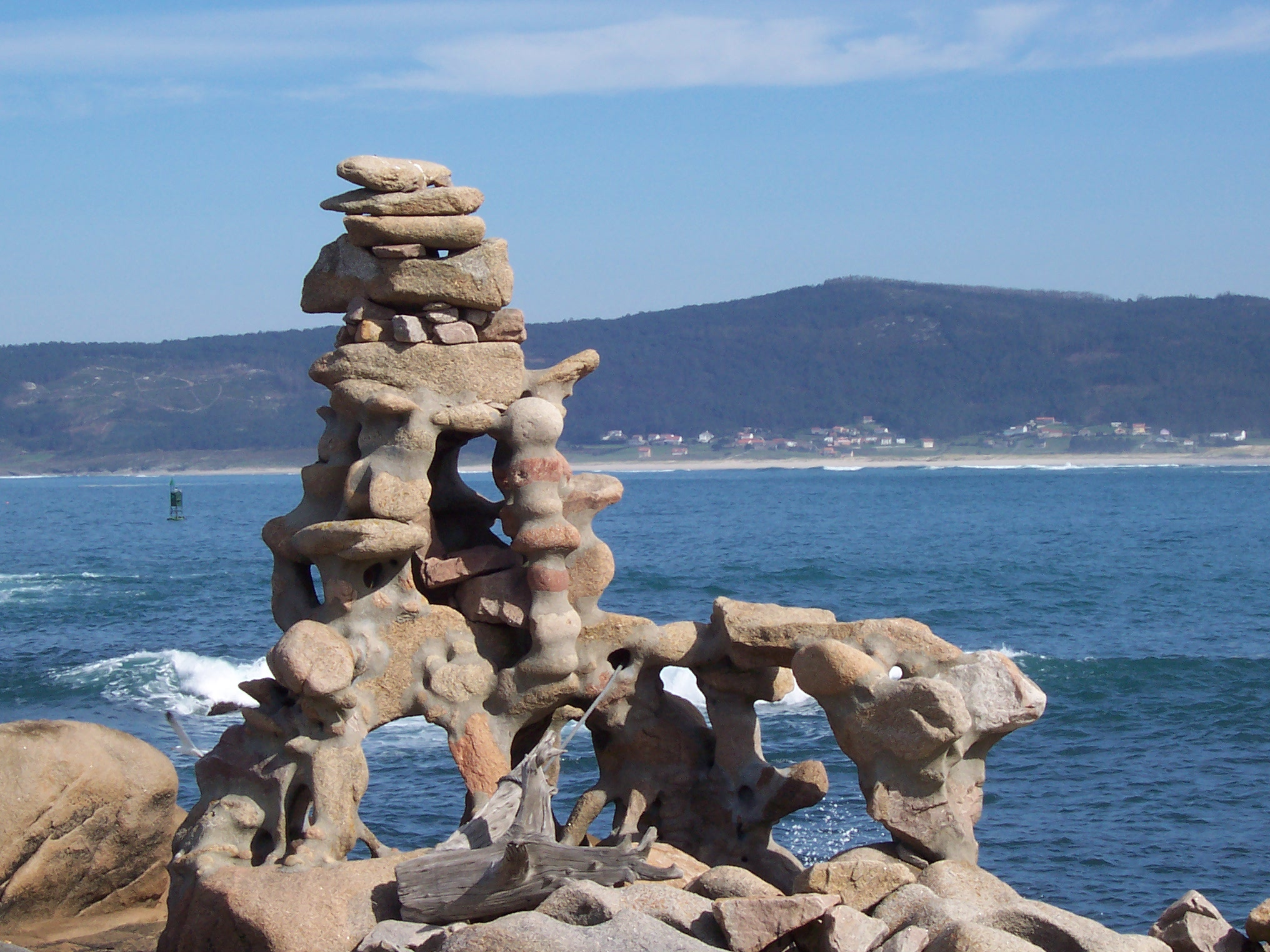
Uma das esculturas de Man.

Man desembarcou na pequena vila de Camelle em 1962, vindo de Boehringen, no sul da Alemanha. Sua trajetória anterior a este período é obscura, embora ele tenha sido descrito como bem vestido e educado ao chegar. Supõe-se que ele teria enlouquecido após apaixonar-se por uma professora local e ser rejeitado. Anos depois, ao sensibilizar-se por questões ecológicas, ele construiu, próximo ao Oceano Atlântico, uma pequena cabana na praia da vila.
Os moradores referiam-se a ele em galego como O Alemán ("O Alemão"), ou simplesmente "Man", alcunha que ele adotou resolutamente devido a seu simbolismo, sendo "man" o significado de "homem" em inglês. Alto, barbudo e vestido somente com uma tanga, ele costumava mergulhar no oceano diariamente. Não possuía luz elétrica ou sistema de saneamento em sua moradia e era estritamente vegetariano, alimentando-se apenas da pequena horta que cultivava e de algas e mariscos que ele mesmo colhia.
Man produziu uma variedade de esculturas feitas de pedra, madeira, restos mortais de animais e outros objetos trazidos pelo mar, com um estilo que lembrava o de Gaudí. Ele criou um museu a céu aberto, onde suas obras integravam-se à paisagem natural. Era sua única fonte de renda, a partir de uma pequena taxa cobrada dos turistas que visitavam o Museo de Man.

## Naufrágio doPrestige
Em 17 de novembro de 2002, após sofrer uma imensa rachadura em um de seus tanques, o navio petroleiro Prestige partiu ao meio e afundou no Oceano Atlântico. Poucos dias depois, Man acordou para descobrir sua vida arruinada por uma maré negra. Toneladas de petróleo invadiram a praia de Camelle, danificando irremediavelmente a maioria de suas esculturas e chegando à porta de sua casa. Ele ficou completamente devastado ao ver o trabalho de sua vida destruído diante de seus olhos, e o meio ambiente onde vivia sufocado por uma onda de poluição.
Um mês depois, Man foi encontrado morto em sua cabana. Ele enfrentava problemas de respiração e circulação, mas a maioria dos moradores locais acreditam que sua morte foi provocada pela melancolia e tristeza ante a visão do total e completo aniquilamento de seu modo de vida. As autoridades de Camelle organizaram e pagaram por seu funeral, que foi presenciado por dezenas de pessoas.

## Legado
Meses antes de morrer, Man havia designado as autoridades de Camelle como curadoras de sua obra. Após sua morte e a limpeza da praia, o Museo de Man, abrangendo a casa e esculturas remanescentes, passou um longo tempo abandonado, sujeito à ação do tempo e alvo de vândalos. Em dezembro de 2008 foi finalmente protocolado o registro de uma fundação para cuidar das obras do artista. Um demorado trâmite burocrático enfim deu origem em 2010 à Fundación Man, com o propósito de conservar e promover o trabalho de Manfred Gnädinger.
A fundação, no entanto, não foi capaz de reverter a situação de abandono em que se encontravam as obras de Man. Ao descaso somou-se a fúria da natureza quando, em 9 de novembro de 2010, uma forte tempestade destruiu a maioria das esculturas restantes.